# Јулије Бајамонти
Јулије Бајамонти (итал. Giulio Bajamonti; Сплит, 4. август 1744 − Сплит, 12. децембар 1800) је био италијански композитор, љекар, математичар, филозоф, теоретичар музике, енциклопедиста, сакупљач народних пјесама и полихистор из Далмације.

## Биографија
Јулије Бајамонти рођен је у Сплиту, 4. августа 1744. Породица Бајамонти је италијанска племићка породица која се преселила из Бергама, Бреше или Пореча у Далмацију у 17. вијеку. Докторирао је медицину у Падови, након чега је радио као љекар на Хвару.